# ماكس لودفيغ
ماكس لودفيغ (بالألمانية: Max Ludwig)‏ هو متزلج جماعي ألماني، ولد في 1896 في هاله في ألمانيا، وتوفي في القرن العشرين في برلين في ألمانيا.

## وصلات خارجية
- ماكس لودفيغ على موقع أوليمبيديا (الإنجليزية)